# Campeonato Brasileiro de Futebol de 1981
O Campeonato Brasileiro de Futebol de 1981, originalmente denominado Taça de Ouro pela CBF, foi a 26.ª edição do Campeonato Brasileiro e foi vencido, pela primeira vez, pelo Grêmio, com 14 vitórias, 2 empates e 7 derrotas, 32 gols a favor e 21 contra, em final disputada contra o São Paulo, tendo como local do jogo decisivo, o Estádio do Morumbi, na cidade de São Paulo.
Também pela primeira vez, a CBF adotou como critério de acesso à Taça de Ouro os resultados dos campeonatos estaduais. Portanto, participaram do Campeonato Brasileiro de 1981: os seis primeiros colocados do Campeonato Paulista; os cinco primeiros do Carioca; o campeão e o vice de Rio Grande do Sul, Minas Gerais, Paraná, Bahia, Pernambuco, Ceará, Goiás e Alagoas; apenas os campeões dos outros treze estados; e o campeão e o vice da Taça de Prata do ano anterior (Londrina e CSA). Para a segunda fase, subiram ainda os quatro primeiros colocados na primeira etapa da Taça de Prata do mesmo ano.
O Palmeiras, que foi mal classificado no campeonato paulista daquele ano, começou o Brasileiro na Taça de Prata, mas subiu para a Taça de Ouro na segunda fase, juntamente com Náutico, Bahia e Uberaba.
O campeão e o vice da Taça de Prata de 1981 foram, respectivamente, Guarani e Anapolina. O torneio Taça de Bronze foi disputado pela primeira vez nesse ano.
Em 1982 estourou o escândalo da Máfia da Loteria Esportiva. Segundo o delegado João Ricardo Louzada, haveria provas concretas de jogos arranjados entre 1979 e 1982.

## Participantes
| Equipe                 | Cidade         | Estado | Classificação                         | Título(s)                                  |
| ---------------------- | -------------- | ------ | ------------------------------------- | ------------------------------------------ |
| América de Natal       | Natal          | RN     | Campeão potiguar de 1980              | 0 (não possui)                             |
| Atlético Mineiro       | Belo Horizonte | MG     | Campeão mineiro de 1980               | 1 (1971)                                   |
| Bahia                  | Salvador       | BA     | Primeira fase da Taça de Prata 1981   | 1 (1959)                                   |
| Bangu                  | Rio de Janeiro | RJ     | 4º colocado carioca de 1980           | 0 (não possui)                             |
| Botafogo               | Rio de Janeiro | RJ     | 5º colocado carioca de 1980           | 1 (1968)                                   |
| Brasília               | Brasília       | DF     | Campeão brasiliense de 1980           | 0 (não possui)                             |
| Campinense             | Campina Grande | PB     | Campeão paraibano de 1980             | 0 (não possui)                             |
| Colorado               | Curitiba       | PR     | Campeão paranaense de 1980            | 0 (não possui)                             |
| Corinthians            | São Paulo      | SP     | 4º colocado do paulista de 1980       | 0 (não possui)                             |
| CRB                    | Maceió         | AL     | Vice-campeão alagoano de 1980         | 0 (não possui)                             |
| Cruzeiro               | Belo Horizonte | MG     | Vice-campeão mineiro de 1980          | 1 (1966)                                   |
| CSA                    | Maceió         | AL     | Vice-campeão da Taça de Prata de 1980 | 0 (não possui)                             |
| Desportiva Ferroviária | Cariacica      | ES     | Campeão capixaba de 1980              | 0 (não possui)                             |
| Ferroviário            | Fortaleza      | CE     | Vice-campeão cearense de 1980         | 0 (não possui)                             |
| Flamengo               | Rio de Janeiro | RJ     | 3º colocado do carioca de 1980        | 1 (1980)                                   |
| Fluminense             | Rio de Janeiro | RJ     | Campeão carioca de 1980               | 1 (1970)                                   |
| Fortaleza              | Fortaleza      | CE     | 3º colocado do cearense de 1980       | 0 (não possui)                             |
| Galícia                | Salvador       | BA     | Vice-campeão baiano de 1980           | 0 (não possui)                             |
| Goiás                  | Goiânia        | GO     | Vice-campeão goiano de 1980           | 0 (não possui)                             |
| Grêmio                 | Porto Alegre   | RS     | Campeão gaúcho de 1980                | 0 (não possui)                             |
| Inter de Limeira       | Limeira        | SP     | 6º colocado paulista de 1980          | 0 (não possui)                             |
| Internacional          | Porto Alegre   | RS     | Vice-campeão gaúcho de 1980           | 3 (1975, 1976, 1979)                       |
| Itabaiana              | Itabaiana      | SE     | Campeão sergipano de 1980             | 0 (não possui)                             |
| Joinville              | Joinville      | SC     | Campeão catarinense de 1980           | 0 (não possui)                             |
| Londrina               | Londrina       | PR     | Campeão da Taça de Prata de 1980      | 0 (não possui)                             |
| Mixto                  | Cuiabá         | MT     | Campeão mato-grossense de 1980        | 0 (não possui)                             |
| Nacional-AM            | Manaus         | AM     | Campeão amazonense de 1980            | 0 (não possui)                             |
| Náutico                | Recife         | PE     | Primeira fase da Taça de Prata 1981   | 0 (não possui)                             |
| Operário-MS            | Campo Grande   | MS     | Campeão sul-mato-grossense de 1980    | 0 (não possui)                             |
| Palmeiras              | São Paulo      | SP     | Primeira fase da Taça de Prata 1981   | 6 (1960, 1967, 1967 RGP, 1969, 1972, 1973) |
| Paysandu               | Belém          | PA     | Campeão paraense de 1980              | 0 (não possui)                             |
| Pinheiros-PR           | Curitiba       | PR     | 3º colocado do paranaense de 1980     | 0 (não possui)                             |
| Ponte Preta            | Campinas       | SP     | 3º colocado do paulista de 1980       | 0 (não possui)                             |
| Portuguesa             | São Paulo      | SP     | 5º colocado do paulista de 1980       | 0 (não possui)                             |
| River-PI               | Teresina       | PI     | Campeão piauiense de 1980             | 0 (não possui)                             |
| Sampaio Corrêa         | São Luís       | MA     | Campeão maranhense de 1980            | 0 (não possui)                             |
| Santa Cruz             | Recife         | PE     | Vice-campeão pernambucano de 1980     | 0 (não possui)                             |
| Santos                 | Santos         | SP     | Vice-campeão paulista de 1980         | 6 (1961, 1962, 1963, 1964, 1965, 1968 RGP) |
| São Paulo              | São Paulo      | SP     | Campeão paulista de 1980              | 1 (1977)                                   |
| Sport                  | Recife         | PE     | Campeão pernambucano de 1980          | 0 (não possui)                             |
| Uberaba                | Uberaba        | MG     | Primeira fase da Taça de Prata 1981   | 0 (não possui)                             |
| Vasco da Gama          | Rio de Janeiro | RJ     | Vice-campeão carioca de 1980          | 1 (1974)                                   |
| Vila Nova              | Goiânia        | GO     | Campeão goiano de 1980                | 0 (não possui)                             |
| Vitória                | Salvador       | BA     | Campeão baiano de 1980                | 0 (não possui)                             |

## Fórmula de disputa
Primeira fase: Quatro grupos com dez clubes cada. Turno único com os clubes se enfrentando dentro de cada grupo. Classificando-se para a segunda fase os sete primeiros colocados de cada grupo.
Segunda Fase: Os 28 clubes classificados na primeira fase e mais Náutico, Palmeiras, Bahia e Uberaba, vindos da Taça de Prata; são organizados em oito grupos com quatro clubes em cada. Em turno e returno, enfrentando-se dentro de cada grupo, classificando-se para a terceira fase os dois primeiros colocados de cada grupo.
Fase final: (com oitavas de final, quartas de final, semifinais e final): sistema eliminatório, com jogos em ida e volta, tendo o clube de melhor campanha o mando de campo no segundo jogo. No caso de empate na soma dos resultados, disputa de pênaltis até que se conheça o vencedor. Exceção: na última etapa (jogos finais), empate na soma dos dois primeiros jogos levaria a um terceiro confronto; se este terminasse empatado, aí sim a disputa seria por pênaltis.

## Primeira fase

### Grupo A
| Pos | Clube            | J | V | E | D | GP | GC | Pts | Nota         |
| 1   | Vasco da Gama    | 9 | 6 | 1 | 2 | 24 | 9  | 13  | Segunda fase |
| 2   | Ponte Preta      | 9 | 5 | 2 | 2 | 16 | 12 | 12  | Segunda fase |
| 3   | Colorado         | 9 | 4 | 4 | 1 | 8  | 4  | 12  | Segunda fase |
| 4   | Bangu            | 9 | 4 | 3 | 2 | 18 | 9  | 11  | Segunda fase |
| 5   | Internacional    | 9 | 3 | 4 | 2 | 8  | 8  | 10  | Segunda fase |
| 6   | Inter de Limeira | 9 | 3 | 3 | 3 | 7  | 11 | 9   | Segunda fase |
| 7   | Vitória          | 9 | 3 | 2 | 4 | 10 | 12 | 8   | Segunda fase |
| 8   | Joinville        | 9 | 2 | 2 | 5 | 5  | 11 | 6   |              |
| 9   | Vila Nova        | 9 | 2 | 1 | 6 | 8  | 16 | 5   |              |
| 10  | Londrina         | 9 | 2 | 0 | 7 | 5  | 17 | 4   |              |

### Grupo B
| Pos | Clube                  | J | V | E | D | GP | GC | Pts | Nota         |
| 1   | Portuguesa             | 9 | 6 | 2 | 1 | 13 | 7  | 14  | Segunda fase |
| 2   | Operário-MS            | 9 | 5 | 1 | 3 | 11 | 8  | 11  | Segunda fase |
| 3   | Goiás                  | 9 | 4 | 3 | 2 | 10 | 6  | 11  | Segunda fase |
| 4   | Grêmio                 | 9 | 4 | 2 | 3 | 11 | 9  | 10  | Segunda fase |
| 5   | Corinthians            | 9 | 4 | 2 | 3 | 10 | 8  | 10  | Segunda fase |
| 6   | Galícia                | 9 | 4 | 1 | 4 | 10 | 10 | 9   | Segunda fase |
| 7   | Botafogo               | 9 | 4 | 1 | 4 | 15 | 12 | 9   | Segunda fase |
| 8   | Pinheiros              | 9 | 1 | 6 | 2 | 9  | 11 | 8   |              |
| 9   | Brasília               | 9 | 2 | 2 | 5 | 10 | 15 | 6   |              |
| 10  | Desportiva Ferroviária | 9 | 0 | 2 | 7 | 4  | 17 | 2   |              |

### Grupo C
| Pos | Clube            | J | V | E | D | GP | GC | Pts | Nota         |
| 1   | São Paulo        | 9 | 4 | 5 | 0 | 13 | 5  | 13  | Segunda fase |
| 2   | Sport            | 9 | 4 | 4 | 1 | 10 | 8  | 12  | Segunda fase |
| 3   | Ferroviário      | 9 | 4 | 3 | 2 | 14 | 11 | 11  | Segunda fase |
| 4   | Fluminense       | 9 | 4 | 1 | 4 | 16 | 15 | 9   | Segunda fase |
| 5   | Atlético Mineiro | 9 | 3 | 3 | 3 | 13 | 8  | 9   | Segunda fase |
| 6   | Mixto            | 9 | 3 | 2 | 4 | 11 | 15 | 8   | Segunda fase |
| 7   | CSA              | 9 | 3 | 2 | 4 | 9  | 15 | 8   | Segunda fase |
| 8   | América de Natal | 9 | 3 | 2 | 4 | 16 | 17 | 8   |              |
| 9   | Campinense       | 9 | 2 | 2 | 5 | 10 | 11 | 6   |              |
| 10  | River-PI         | 9 | 2 | 2 | 5 | 7  | 14 | 6   |              |

### Grupo D
| Pos | Clube          | J | V | E | D | GP | GC | Pts | Nota         |
| 1   | Santos         | 9 | 6 | 3 | 0 | 19 | 4  | 15  | Segunda fase |
| 2   | Flamengo       | 9 | 5 | 3 | 1 | 18 | 7  | 13  | Segunda fase |
| 3   | Santa Cruz     | 9 | 4 | 4 | 1 | 16 | 9  | 12  | Segunda fase |
| 4   | Nacional-AM    | 9 | 4 | 3 | 2 | 7  | 6  | 11  | Segunda fase |
| 5   | Cruzeiro       | 9 | 4 | 3 | 2 | 11 | 7  | 11  | Segunda fase |
| 6   | Paysandu       | 9 | 3 | 2 | 4 | 12 | 12 | 8   | Segunda fase |
| 7   | Fortaleza      | 9 | 2 | 3 | 4 | 9  | 16 | 7   | Segunda fase |
| 8   | CRB            | 9 | 2 | 2 | 5 | 11 | 16 | 6   |              |
| 9   | Sampaio Corrêa | 9 | 1 | 3 | 5 | 4  | 15 | 5   |              |
| 10  | Itabaiana      | 9 | 1 | 0 | 8 | 4  | 19 | 2   |              |

## Segunda fase

### Grupo A
| Pos | Club          | J | V | E | D | GP | GC | Pts | Nota             |
| 1   | Vasco da Gama | 6 | 4 | 2 | 0 | 13 | 5  | 10  | Oitavas-de-Final |
| 2   | CSA           | 6 | 3 | 2 | 1 | 13 | 5  | 8   | Oitavas-de-Final |
| 3   | Nacional-AM   | 6 | 2 | 0 | 4 | 7  | 11 | 4   |                  |
| 4   | Galícia       | 6 | 1 | 0 | 5 | 5  | 17 | 2   |                  |

### Grupo B
| Pos | Clube       | J | V | E | D | GP | GC | Pts | Nota             |
| 1   | Ponte Preta | 6 | 3 | 3 | 0 | 10 | 6  | 9   | Oitavas-de-Final |
| 2   | Bahia       | 6 | 3 | 1 | 2 | 10 | 6  | 7   | Oitavas-de-Final |
| 3   | Santa Cruz  | 6 | 3 | 1 | 2 | 12 | 10 | 7   |                  |
| 4   | Corinthians | 6 | 0 | 1 | 5 | 4  | 14 | 1   |                  |

### Grupo C
| Pos | Clube      | J | V | E | D | GP | GC | Pts | Nota             |
| 1   | Vitória    | 6 | 3 | 2 | 1 | 6  | 4  | 8   | Oitavas-de-Final |
| 2   | Fluminense | 6 | 2 | 3 | 1 | 12 | 6  | 7   | Oitavas-de-Final |
| 3   | Portuguesa | 6 | 1 | 4 | 1 | 6  | 6  | 6   |                  |
| 4   | Paysandu   | 6 | 0 | 3 | 3 | 3  | 11 | 3   |                  |

### Grupo D
| Pos | Clube       | J | V | E | D | GP | GC | Pts | Nota             |
| 1   | Operário-MS | 6 | 5 | 0 | 1 | 16 | 5  | 10  | Oitavas-de-Final |
| 2   | Náutico     | 6 | 4 | 0 | 2 | 11 | 5  | 8   | Oitavas-de-Final |
| 3   | Cruzeiro    | 6 | 3 | 0 | 3 | 9  | 13 | 6   |                  |
| 4   | Ferroviário | 6 | 0 | 0 | 6 | 3  | 16 | 0   |                  |

### Grupo E
| Pos | Clube            | J | V | E | D | GP | GC | Pts | Nota             |
| 1   | São Paulo        | 6 | 4 | 1 | 1 | 8  | 3  | 9   | Oitavas-de-Final |
| 2   | Grêmio           | 6 | 4 | 0 | 2 | 9  | 6  | 8   | Oitavas-de-Final |
| 3   | Inter de Limeira | 6 | 2 | 2 | 2 | 12 | 7  | 6   |                  |
| 4   | Fortaleza        | 6 | 0 | 1 | 5 | 2  | 15 | 1   |                  |

### Grupo F
| Pos | Clube         | J | V | E | D | GP | GC | Pts | Nota             |
| 1   | Internacional | 6 | 3 | 3 | 0 | 10 | 2  | 9   | Oitavas-de-Final |
| 2   | Sport         | 6 | 2 | 3 | 1 | 9  | 4  | 7   | Oitavas-de-Final |
| 3   | Palmeiras     | 6 | 3 | 0 | 3 | 7  | 11 | 6   |                  |
| 4   | Goiás         | 6 | 0 | 2 | 4 | 1  | 10 | 2   |                  |

### Grupo G
| Pos | Clube    | J | V | E | D | GP | GC | Pts | Nota             |
| 1   | Botafogo | 6 | 3 | 3 | 0 | 10 | 4  | 9   | Oitavas-de-Final |
| 2   | Santos   | 6 | 2 | 3 | 1 | 7  | 4  | 7   | Oitavas-de-Final |
| 3   | Bangu    | 6 | 2 | 1 | 3 | 6  | 10 | 5   |                  |
| 4   | Mixto    | 6 | 0 | 3 | 3 | 4  | 9  | 3   |                  |

### Grupo H
| Pos | Clube            | J | V | E | D | GP | GC | Pts | Nota             |
| 1   | Flamengo         | 6 | 3 | 2 | 1 | 9  | 9  | 8   | Oitavas-de-Final |
| 2   | Atlético Mineiro | 6 | 2 | 3 | 1 | 8  | 5  | 7   | Oitavas-de-Final |
| 3   | Colorado         | 6 | 1 | 3 | 2 | 8  | 7  | 5   |                  |
| 4   | Uberaba          | 6 | 0 | 4 | 2 | 5  | 9  | 4   |                  |

## Fase final
Em itálico, os times que detiveram o mando de campo no primeiro jogo do confronto.
|  | Oitavas de final | Oitavas de final | Oitavas de final | Oitavas de final |   |             | Quartas de final | Quartas de final | Quartas de final | Quartas de final |  |          | Semifinais          | Semifinais          | Semifinais          | Semifinais          |           |   | Final                   | Final                   | Final                   | Final                   |
|  |                  |                  |                  |                  |   |             |                  |                  |                  |                  |  |          | de 22 a 26 de abril | de 22 a 26 de abril | de 22 a 26 de abril | de 22 a 26 de abril |           |   | 30 de abril e 3 de maio | 30 de abril e 3 de maio | 30 de abril e 3 de maio | 30 de abril e 3 de maio |
|  |                  |                  |                  |                  |   |             |                  |                  |                  |                  |  |          |                     |                     |                     |                     |           |   |                         |                         |                         |                         |
|  | Bahia            | 0                | 0                | 0                |   |             |                  |                  |                  |                  |  |          |                     |                     |                     |                     |           |   |                         |                         |                         |                         |
|  | Flamengo         | 0                | 2                | 2                |   |             |                  |                  |                  |                  |  |          |                     |                     |                     |                     |           |   |                         |                         |                         |                         |
|  | Flamengo         | 0                | 2                | 2                |   | Flamengo    | 0                | 1                | 1                |                  |  |          |                     |                     |                     |                     |           |   |                         |                         |                         |                         |
|  |                  |                  |                  |                  |   | Flamengo    | 0                | 1                | 1                |                  |  |          |                     |                     |                     |                     |           |   |                         |                         |                         |                         |
|  |                  | Botafogo         | 0                | 3                | 3 |             |                  |                  |                  |                  |  |          |                     |                     |                     |                     |           |   |                         |                         |                         |                         |
|  | CSA              | Botafogo         | 0                | 3                | 3 | 0           | 0                | 0                |                  |                  |  |          |                     |                     |                     |                     |           |   |                         |                         |                         |                         |
|  | CSA              |                  |                  |                  |   | 0           | 0                | 0                |                  |                  |  |          |                     |                     |                     |                     |           |   |                         |                         |                         |                         |
|  | Botafogo         | 0                | 2                | 2                |   |             |                  |                  |                  |                  |  |          |                     |                     |                     |                     |           |   |                         |                         |                         |                         |
|  | Botafogo         | 0                | 2                | 2                |   |             |                  |                  |                  |                  |  | Botafogo | 1                   | 2                   | 3                   |                     |           |   |                         |                         |                         |                         |
|  |                  |                  |                  |                  |   |             |                  |                  |                  |                  |  | Botafogo | 1                   | 2                   | 3                   |                     |           |   |                         |                         |                         |                         |
|  |                  | São Paulo        | 0                | 3                | 3 |             |                  |                  |                  |                  |  |          |                     |                     |                     |                     |           |   |                         |                         |                         |                         |
|  | Santos           | São Paulo        | 0                | 3                | 3 | 0           | 1                | 1                |                  |                  |  |          |                     |                     |                     |                     |           |   |                         |                         |                         |                         |
|  | Santos           |                  |                  |                  |   | 0           | 1                | 1                |                  |                  |  |          |                     |                     |                     |                     |           |   |                         |                         |                         |                         |
|  | São Paulo        | 2                | 2                | 4                |   |             |                  |                  |                  |                  |  |          |                     |                     |                     |                     |           |   |                         |                         |                         |                         |
|  | São Paulo        | 2                | 2                | 4                |   | São Paulo   | 1                | 2                | 3                |                  |  |          |                     |                     |                     |                     |           |   |                         |                         |                         |                         |
|  |                  |                  |                  |                  |   | São Paulo   | 1                | 2                | 3                |                  |  |          |                     |                     |                     |                     |           |   |                         |                         |                         |                         |
|  |                  | Internacional    | 0                | 0                | 0 |             |                  |                  |                  |                  |  |          |                     |                     |                     |                     |           |   |                         |                         |                         |                         |
|  | Atlético Mineiro | Internacional    | 0                | 0                | 0 | 0           | 1                | 1                |                  |                  |  |          |                     |                     |                     |                     |           |   |                         |                         |                         |                         |
|  | Atlético Mineiro |                  |                  |                  |   | 0           | 1                | 1                |                  |                  |  |          |                     |                     |                     |                     |           |   |                         |                         |                         |                         |
|  | Internacional    | 1                | 1                | 2                |   |             |                  |                  |                  |                  |  |          |                     |                     |                     |                     |           |   |                         |                         |                         |                         |
|  | Internacional    | 1                | 1                | 2                |   |             |                  |                  |                  |                  |  |          |                     |                     |                     |                     | São Paulo | 1 | 0                       | 1                       |                         |                         |
|  |                  |                  |                  |                  |   |             |                  |                  |                  |                  |  |          |                     |                     |                     |                     |           | 1 | 0                       | 1                       |                         |                         |
|  |                  | Grêmio           | 2                | 1                | 3 |             |                  |                  |                  |                  |  |          |                     |                     |                     |                     |           |   |                         |                         |                         |                         |
|  | Sport            | Grêmio           | 2                | 1                | 3 | 0           | 1                | 1                |                  |                  |  |          |                     |                     |                     |                     |           |   |                         |                         |                         |                         |
|  | Sport            |                  |                  |                  |   | 0           | 1                | 1                |                  |                  |  |          |                     |                     |                     |                     |           |   |                         |                         |                         |                         |
|  | Operário-MS      | 0                | 3                | 3                |   |             |                  |                  |                  |                  |  |          |                     |                     |                     |                     |           |   |                         |                         |                         |                         |
|  | Operário-MS      | 0                | 3                | 3                |   | Operário-MS | 0                | 0                | 0                |                  |  |          |                     |                     |                     |                     |           |   |                         |                         |                         |                         |
|  |                  |                  |                  |                  |   | Operário-MS | 0                | 0                | 0                |                  |  |          |                     |                     |                     |                     |           |   |                         |                         |                         |                         |
|  |                  | Grêmio           | 2                | 1                | 3 |             |                  |                  |                  |                  |  |          |                     |                     |                     |                     |           |   |                         |                         |                         |                         |
|  | Vitória          | Grêmio           | 2                | 1                | 3 | 2           | 0                | 2                |                  |                  |  |          |                     |                     |                     |                     |           |   |                         |                         |                         |                         |
|  | Vitória          |                  |                  |                  |   | 2           | 0                | 2                |                  |                  |  |          |                     |                     |                     |                     |           |   |                         |                         |                         |                         |
|  | Grêmio           | 1                | 2                | 3                |   |             |                  |                  |                  |                  |  |          |                     |                     |                     |                     |           |   |                         |                         |                         |                         |
|  | Grêmio           | 1                | 2                | 3                |   |             |                  |                  |                  |                  |  | Grêmio   | 3                   | 0                   | 3                   |                     |           |   |                         |                         |                         |                         |
|  |                  |                  |                  |                  |   |             |                  |                  |                  |                  |  | Grêmio   | 3                   | 0                   | 3                   |                     |           |   |                         |                         |                         |                         |
|  |                  | Ponte Preta      | 2                | 1                | 3 |             |                  |                  |                  |                  |  |          |                     |                     |                     |                     |           |   |                         |                         |                         |                         |
|  | Náutico          | Ponte Preta      | 2                | 1                | 3 | 0           | 1                | 1                |                  |                  |  |          |                     |                     |                     |                     |           |   |                         |                         |                         |                         |
|  | Náutico          |                  |                  |                  |   | 0           | 1                | 1                |                  |                  |  |          |                     |                     |                     |                     |           |   |                         |                         |                         |                         |
|  | Ponte Preta      | 0                | 2                | 2                |   |             |                  |                  |                  |                  |  |          |                     |                     |                     |                     |           |   |                         |                         |                         |                         |
|  | Ponte Preta      | 0                | 2                | 2                |   | Ponte Preta | 0                | 0                | 0                |                  |  |          |                     |                     |                     |                     |           |   |                         |                         |                         |                         |
|  |                  |                  |                  |                  |   | Ponte Preta | 0                | 0                | 0                |                  |  |          |                     |                     |                     |                     |           |   |                         |                         |                         |                         |
|  |                  | Vasco da Gama    | 0                | 0                | 0 |             |                  |                  |                  |                  |  |          |                     |                     |                     |                     |           |   |                         |                         |                         |                         |
|  | Fluminense       | Vasco da Gama    | 0                | 0                | 0 | 0           | 3                | 3                |                  |                  |  |          |                     |                     |                     |                     |           |   |                         |                         |                         |                         |
|  | Fluminense       |                  |                  |                  |   | 0           | 3                | 3                |                  |                  |  |          |                     |                     |                     |                     |           |   |                         |                         |                         |                         |
|  | Vasco da Gama    | 2                | 2                | 4                |   |             |                  |                  |                  |                  |  |          |                     |                     |                     |                     |           |   |                         |                         |                         |                         |

## A decisão
| 30 de abril de 1981 | Grêmio                 | 2 – 1 | São Paulo            | Olímpico, Porto Alegre                        |
|                     | Paulo Isidoro 55', 69' |       | Serginho Chulapa 39' | Público: 61,585 Árbitro: Arnaldo Cezar Coelho |

Grêmio: Leão (Remi); Uchoa, Newmar, De León e Casemiro; China (Renato Sá), Paulo Isidoro e Vílson Taddei; Tarciso, Baltazar e Odair. Técnico: Ênio Andrade.
São Paulo: Valdir Peres; Getúlio, Oscar, Dario Pereyra e Marinho Chagas; Almir, Renato (Assis) e Everton; Paulo César, Serginho Chulapa e Zé Sérgio. Técnico: Carlos Alberto Silva.
| 3 de maio de 1981 | São Paulo            | 0 – 1 | Grêmio       | Morumbi, São Paulo                                                 |
|                   | Serginho Chulapa 88' |       | Baltazar 54' | Público: 95,106 Renda: Cr$ 33.819.400 Árbitro: José Roberto Wright |

São Paulo: Valdir Peres; Getúlio, Oscar, Dario Pereyra e Marinho Chagas; Élvio, Renato e Everton (Assis); Paulo César, Serginho Chulapa e Zé Sérgio. Técnico: Carlos Alberto Silva.
Grêmio: Leão; Paulo Roberto, Newmar, De León e Casemiro; China, Vílson Taddei (Jurandir) e Paulo Isidoro; Tarciso, Baltazar e Odair (Renato Sá). Técnico: Ênio Andrade.

## Premiação
| Campeonato Brasileiro de Futebol de 1981             |
| ---------------------------------------------------- |
| Grêmio Foot-Ball Porto Alegrense Campeão (1° título) |

## Classificação final
| Tabela de classificação | Tabela de classificação | Tabela de classificação | Tabela de classificação | Tabela de classificação | Tabela de classificação | Tabela de classificação | Tabela de classificação | Tabela de classificação | Tabela de classificação |                             |
| Time                    | Time                    | PG                      | J                       | V                       | E                       | D                       | GP                      | GC                      | SG                      |                             |
| ----------------------- | ----------------------- | ----------------------- | ----------------------- | ----------------------- | ----------------------- | ----------------------- | ----------------------- | ----------------------- | ----------------------- | --------------------------- |
| 1°                      | Grêmio                  | 30                      | 23                      | 14                      | 2                       | 7                       | 32                      | 21                      | 11                      | disputaram a final          |
| 2°                      | São Paulo               | 32                      | 23                      | 13                      | 6                       | 4                       | 32                      | 15                      | 17                      |                             |
| 3°                      | Ponte Preta             | 28                      | 21                      | 10                      | 8                       | 3                       | 31                      | 22                      | 9                       | eliminados nas semifinais   |
| 4°                      | Botafogo                | 26                      | 21                      | 10                      | 6                       | 5                       | 33                      | 20                      | 13                      |                             |
| 5°                      | Vasco                   | 27                      | 19                      | 11                      | 5                       | 3                       | 41                      | 17                      | 24                      | eliminados nas 4as de final |
| 6°                      | Flamengo                | 25                      | 19                      | 9                       | 7                       | 3                       | 30                      | 19                      | 11                      |                             |
| 7°                      | Operário-MS             | 24                      | 19                      | 11                      | 2                       | 6                       | 30                      | 17                      | 13                      |                             |
| 8°                      | Internacional           | 22                      | 19                      | 7                       | 8                       | 4                       | 20                      | 14                      | 6                       |                             |
| 9°                      | Santos                  | 22                      | 17                      | 8                       | 6                       | 3                       | 27                      | 12                      | 15                      | eliminados nas 8as de final |
| 10°                     | Sport                   | 20                      | 17                      | 6                       | 8                       | 3                       | 20                      | 15                      | 5                       |                             |
| 11°                     | Fluminense              | 18                      | 17                      | 7                       | 4                       | 6                       | 31                      | 25                      | 6                       |                             |
| 12°                     | Vitória                 | 18                      | 17                      | 7                       | 4                       | 6                       | 18                      | 19                      | -1                      |                             |
| 13°                     | CSA                     | 17                      | 17                      | 6                       | 5                       | 6                       | 22                      | 22                      | 0                       |                             |
| 14°                     | Atlético Mineiro        | 17                      | 17                      | 5                       | 7                       | 5                       | 22                      | 15                      | 7                       |                             |
| 15°                     | Náutico(1)              | 9                       | 8                       | 4                       | 1                       | 3                       | 12                      | 7                       | 5                       |                             |
| 16°                     | Bahia(1)                | 8                       | 8                       | 3                       | 2                       | 3                       | 10                      | 8                       | 2                       |                             |
| 17°                     | Portuguesa              | 20                      | 15                      | 7                       | 6                       | 2                       | 19                      | 13                      | 6                       | eliminados na 2a fase       |
| 18°                     | Santa Cruz              | 19                      | 15                      | 7                       | 5                       | 3                       | 28                      | 19                      | 9                       |                             |
| 19°                     | Cruzeiro                | 17                      | 15                      | 7                       | 3                       | 5                       | 20                      | 20                      | 0                       |                             |
| 20°                     | Colorado                | 17                      | 15                      | 5                       | 7                       | 3                       | 16                      | 11                      | 5                       |                             |
| 21°                     | Bangu                   | 16                      | 15                      | 6                       | 4                       | 5                       | 24                      | 19                      | 5                       |                             |
| 22°                     | Nacional                | 15                      | 15                      | 6                       | 3                       | 6                       | 14                      | 17                      | -3                      |                             |
| 23°                     | Inter de Limeira        | 15                      | 15                      | 5                       | 5                       | 5                       | 19                      | 18                      | 1                       |                             |
| 24°                     | Goiás                   | 13                      | 15                      | 4                       | 5                       | 6                       | 11                      | 16                      | -5                      |                             |
| 25°                     | Galícia                 | 11                      | 15                      | 5                       | 1                       | 9                       | 15                      | 27                      | -12                     |                             |
| 26°                     | Corinthians             | 11                      | 15                      | 4                       | 3                       | 8                       | 14                      | 22                      | -8                      |                             |
| 27°                     | Ferroviário             | 11                      | 15                      | 4                       | 3                       | 8                       | 17                      | 27                      | -10                     |                             |
| 28°                     | Paysandu                | 11                      | 15                      | 3                       | 5                       | 7                       | 15                      | 23                      | -8                      |                             |
| 29°                     | Mixto                   | 11                      | 15                      | 3                       | 5                       | 7                       | 15                      | 24                      | -9                      |                             |
| 30°                     | Fortaleza               | 8                       | 15                      | 2                       | 4                       | 9                       | 11                      | 31                      | -20                     |                             |
| 31°                     | Palmeiras(1)            | 6                       | 6                       | 3                       | 0                       | 3                       | 7                       | 11                      | -4                      |                             |
| 32°                     | Uberaba(1)              | 4                       | 6                       | 0                       | 4                       | 2                       | 5                       | 9                       | -4                      |                             |
| 33°                     | América de Natal        | 8                       | 9                       | 3                       | 2                       | 4                       | 16                      | 17                      | -1                      | eliminados na 1a fase       |
| 34°                     | Pinheiros               | 8                       | 9                       | 1                       | 6                       | 2                       | 9                       | 11                      | -2                      |                             |
| 35°                     | Campinense              | 6                       | 9                       | 2                       | 2                       | 5                       | 10                      | 11                      | -1                      |                             |
| 36°                     | CRB                     | 6                       | 9                       | 2                       | 2                       | 5                       | 11                      | 16                      | -5                      |                             |
| 37°                     | Brasília                | 6                       | 9                       | 2                       | 2                       | 5                       | 10                      | 15                      | -5                      |                             |
| 38°                     | Joinville               | 6                       | 9                       | 2                       | 2                       | 5                       | 5                       | 11                      | -6                      |                             |
| 39°                     | River-PI                | 6                       | 9                       | 2                       | 2                       | 5                       | 7                       | 14                      | -7                      |                             |
| 40°                     | Vila Nova               | 5                       | 9                       | 2                       | 1                       | 6                       | 8                       | 16                      | -8                      |                             |
| 41°                     | Sampaio Corrêa          | 5                       | 9                       | 1                       | 3                       | 5                       | 4                       | 15                      | -11                     |                             |
| 42°                     | Londrina                | 4                       | 9                       | 2                       | 0                       | 7                       | 5                       | 17                      | -12                     |                             |
| 43º                     | Itabaiana               | 2                       | 9                       | 1                       | 0                       | 8                       | 4                       | 19                      | -15                     |                             |
| 44º                     | Desportiva Ferroviária  | 2                       | 9                       | 0                       | 2                       | 7                       | 4                       | 17                      | -13                     |                             |

## Artilheiros
1. Nunes (Flamengo), 16 gols
2. Mendonça (Botafogo), 15 gols
3. Roberto Dinamite (Vasco), 14 gols

## Maiores públicos
| Nº | Público | Mandante  | Placar | Visitante   | Estádio  | Data        | Fase      |
| -- | ------- | --------- | ------ | ----------- | -------- | ----------- | --------- |
| 1  | 135 487 | Botafogo  | 3–1    | Flamengo    | Maracanã | 19 de abril | Quartas   |
| 2  | 117 117 | Flamengo  | 0–0    | Botafogo    | Maracanã | 16 de abril | Quartas   |
| 3  | 98 650  | São Paulo | 3–2    | Botafogo    | Morumbi  | 26 de abril | Semifinal |
| 4  | 98 421  | Grêmio    | 0–1    | Ponte Preta | Olímpico | 26 de abril | Semifinal |
| 5  | 95 106  | São Paulo | 0–1    | Grêmio      | Morumbi  | 3 de maio   | Final     |

Fonte: Acervo Folha
1Náutico, Bahia, Palmeiras e Uberaba entraram na disputa diretamente na segunda fase, classificados via "Taça de Prata" (série B).